# Zatania gloriosa
Zatania gloriosa is een mierensoort uit de onderfamilie van de schubmieren (Formicinae). De wetenschappelijke naam van de soort is voor het eerst geldig gepubliceerd in 2012 door LaPolla, Kallal & Brady.